# Санний спорт на зимових Олімпійських іграх 2006
Змагання з санного спорту на зимових Олімпійських іграх 2006 тривали з 11 до 15 лютого на трасі Чезана-Паріоль в Чезана-Торинезе (Італія). Розіграно 3 комплекти нагород. Щоб визначити учасників цих Ігор, вперше застосовано систему кваліфікації.

## Чемпіони та призери

### Таблиця медалей
| Місце               | Країна              | Золото | Срібло | Бронза | Загалом |
| ------------------- | ------------------- | ------ | ------ | ------ | ------- |
| 1                   | Німеччина (GER)     | 1      | 2      | 1      | 4       |
| 2                   | Італія (ITA)        | 1      | 0      | 1      | 2       |
| 3                   | Австрія (AUT)       | 1      | 0      | 0      | 1       |
| 4                   | Росія (RUS)         | 0      | 1      | 0      | 1       |
| 5                   | Латвія (LAT)        | 0      | 0      | 1      | 1       |
| Загалом (5 збірних) | Загалом (5 збірних) | 3      | 3      | 3      | 9       |

### Дисципліни
| Дисципліна                | Золото                                        | Срібло                                        | Бронза                                                  |
| ------------------------- | --------------------------------------------- | --------------------------------------------- | ------------------------------------------------------- |
| Одномісні сани (чоловіки) | Армін Цеггелер · Італія                       | Альберт Демченко · Росія                      | Мартіньш Рубеніс · Латвія                               |
| Одномісні сани (жінки)    | Зільке Отто · Німеччина                       | Зільке Краусгар · Німеччина                   | Татьяна Гюфнер · Німеччина                              |
| Двомісні сани             | Австрія (AUT) Андреас Лінгер Вольфганг Лінгер | Німеччина (GER) Андре Флоршюц Торстен Вустліх | Італія (ITA) Герхард Планкенштайнер Освальд Газельрідер |

## Країни-учасниці
У змаганнях з санного спорту на Олімпійських іграх у Турині взяли участь спортсмени 24-х країн.
- Аргентина (1)
- Австралія (1)
- Австрія (10)
- Болгарія (1)
- Канада (10)
- Чехія (4)
- Німеччина (10)
- Велика Британія (2)
- Індія (1)
- Італія (9)
- Японія (5)
- Південна Корея (1)
- Латвія (8)
- Молдова (1)
- Польща (3)
- Румунія (4)
- Росія (10)
- Словенія (1)
- Швейцарія (2)
- Словаччина (6)
- Китайський Тайбей (1)
- Україна (6)
- США (10)
- Венесуела (1)